# Euphyia pallidicosta
Euphyia pallidicosta là một loài bướm đêm trong họ Geometridae.